# Pygopristis denticulata
Pygopristis denticulata (лат.) — вид лучепёрых рыб из семейства пираньевых, единственный в роде Pygopristisa.

## Описание
Обитает в тропических пресноводных водоёмах Южной Америки: в бассейне реки Ориноко, в реках севера и востока  Гвианского плоскогорья, в нижних притоках Амазонки.
Максимальная зарегистрированная длина составляет 21,5 см. Имеет мощные зубы, которые могут нанести серьёзные раны.

## Синонимы
В синонимику вида входят следующие биномены:
- Pygopristis fumarius Müller & Troschel, 1844
- Serrasalmus denticulatus Cuvier, 1819
- Serrasalmus punctatus Jardine, 1841